# أنتوني ديفيز
أنتوني ديفيز (بالإنجليزية: Antony Davies) هو اقتصادي أمريكي، ولد في 4 أبريل 1965 في سافانا في الولايات المتحدة.